# Ferdinando Valletti
Ferdinando Valletti (Verona, 5 aprile 1921 – Milano, 23 luglio 2007) è stato un dirigente d'azienda, calciatore e partigiano italiano, mediano del Milan e, successivamente, deportato a Mauthausen e a Gusen II.

## Biografia
Formatosi nel Verona, dopo il diploma di perito industriale fu assunto nel 1938 dall'Alfa Romeo di Milano e fu ingaggiato dal Seregno.
Nel 1941 passò al Milan con cui disputò, in tre anni, diverse amichevoli ma nessun incontro ufficiale nel ruolo di mediano.
Una lesione al menisco e soprattutto la deportazione nazista ne interruppero la carriera sportiva: infatti fu arrestato dai collaborazionisti repubblichini e consegnato alle SS tedesche per aver aderito allo sciopero del 1º marzo 1944 all'Alfa Romeo.
Detenuto dapprima a San Vittore, fu quindi deportato a Mauthausen e, successivamente, a Gusen II, dove fu impiegato nella "squadra cemento" che aveva il compito di scavare gallerie che dovevano servire per occultare alcune fabbriche belliche tedesche.
Condivide la prigionia con il pittore milanese Aldo Carpi, che lo citerà più volte nel suo Diario di Gusen. Si salva anche grazie a un pizzico di fortuna, per il suo trascorso nel Milan è chiamato da un kapò a sostituire un giocatore di calcio nella squadra delle SS: in seguito a ciò gli viene concesso di lasciare il lavoro alle gallerie e di lavorare come sguattero nelle cucine: potrà così svolgere un lavoro meno usurante e portare di nascosto cibo ai compagni, contribuendo a salvare le loro vite. È liberato dalle truppe alleate il 5 maggio 1945. Nel 1947 è insignito del Diploma di medaglia garibaldina e gli è riconosciuta la qualifica di Partigiano combattente.
Terminata la seconda guerra mondiale continua il suo percorso lavorativo all'Alfa Romeo di Milano, presso la quale diventa dirigente. Lascia il lavoro nel 1978.
Nel febbraio del 1976 è insignito dell'Ambrogino d'oro dal sindaco di Milano Aldo Aniasi.
Dal 1970 è docente presso l'Associazione Meccanica e presso l'ISEO, e partecipa come relatore al Salone Internazionale della Movimentazione e della Logistica di Padova. Successivamente si dedica con l'ANED e l'ANPI allo svolgimento di conferenze e seminari con lo scopo di tramandare alle nuove generazioni la memoria storica e l'esperienza nei lager nazisti.
Dal 1993 la sua salute è minata da gravi patologie, l'ultima delle quali, la malattia di Alzheimer, lo costringe nel 2000 a rinunciare all'attività didattica e lo porterà poi alla morte, avvenuta nel 2007.

### Filmografia
- Mauro Vittorio Quattrina, Deportato I 57633, voglia di non morire, 2010